# Büyükgökçeli, Isparta
Büyükgökçeli là một thị trấn thuộc thành phố Isparta, tỉnh Isparta, Thổ Nhĩ Kỳ. Dân số thời điểm năm 2011 là 1.56 người.